# Eddie Costa
Edwin James Costa (Atlas (Pennsylvania), 14 augustus 1930 - New York, 28 juli 1962) was een Amerikaanse jazzmuzikant (vibrafoon, piano) van de modernjazz. In 1957 werd hij gekozen als de nieuwe ster van DownBeat-jazzcritici op piano en vibrafoon, de eerste keer dat een artiest in hetzelfde jaar twee categorieën won. Hij werd bekend om zijn percussieve, stuwende pianostijl die zich concentreerde op de lagere octaven van het toetsenbord.
Costa had een opnamecarrière van acht jaar, waarin hij op meer dan 100 albums verscheen, waarvan vijf onder zijn eigen leiding waren. Als sideman trad hij op in orkesten onder leiding van Manny Albam, Gil Evans, Woody Herman en anderen. Hij heeft gespeeld in kleinere bands onder leiding van muzikanten, waaronder Tal Farlow, Coleman Hawkins, Gunther Schuller en Phil Woods en begeleidde vocalisten, waaronder Tony Bennett en Chris Connor.

## Carrière
Eddie Costa werd geboren in Atlas, in de buurt van Mount Carmel, in Northumberland County. Hij kreeg pianoles en werd beïnvloed door zijn oudere, muzikaal geschoolde broer Bill en een plaatselijke pianoleraar. Eddie nam vanaf 15-jarige leeftijd een betaalde baan als pianist aan. In tegenstelling tot zijn piano-opleiding was hij autodidact op vibrafoon. In 1949 speelde en toerde Costa een paar maanden met violist Joe Venuti. Daarna werkte hij voor zijn broer in New York totdat Costa in 1951 werd opgeroepen voor het leger. Tijdens zijn tijd bij de strijdkrachten trad Costa op in Japan en Korea. Na zijn ontslag na twee jaar werkte Costa opnieuw in de omgeving van New York, onder meer voor bands onder leiding van Kai Winding, Johnny Smith en Don Elliott.

### 1954–1957
In 1954 maakte Costa zijn eerste opnamen met gitarist Sal Salvador, aan wie hij was aanbevolen door trombonist Winding. De eerste van deze sessies bevatte een van Costa's composities Round Trip. Het jaar daarop nam Costa een reeks pianoduetten op met John Mehegan. Door verschillen in speelstijl waren er meerdere repetities nodig om te bepalen welke pianist voor welke aspecten van de uitvoeringen verantwoordelijk zou zijn.
Costa's eerste opname als leider was in 1956, met zijn trio met bassist Vinnie Burke en drummer Nick Stabulas. Dit werd uitgebracht onder enigszins verschillende titels door Josie Records en Jubilee Records en werd goed ontvangen. Costa kreeg van Burke de bijnaam 'The Bear' vanwege zijn krachtige spel. Ook in 1956 voegden Costa en Burke zich bij gitarist Tal Farlow voor de formatie van een resident trio om te spelen in de Composer, een club op West 58th Street in New York. Het trio bleef bij elkaar en nam verschillende albums op onder de naam Farlow, totdat in 1958 de Composer werd gesloten. Costa was rond deze tijd vaak als sideman in opnamestudio's: hij verscheen op ongeveer 20 albums in zowel 1956 als 1957. Deze omvatten kleine groepsinstellingen met Herbie Mann, Oscar Pettiford en Phil Woods, en begeleidende vocalisten zoals Tony Bennett en Chris Connor.
In 1957 was Costa opnieuw leider en nam als Eddie Costa Quintet op met Woods, Art Farmer, Teddy Kotick en Paul Motian. Hun repertoire omvatte interpretaties van I Didn't Know What Time It Was en de recente compositie In Your Own Sweet Way van Dave Brubeck; de laatste concentreerde zich op Costa's vibrafoon en Farmers gedempte trompet, waarbij Woods overschakelde van zijn gebruikelijke altsaxofoon naar de piano. Een trio-optreden op het Newport Jazz Festival in 1957 bracht Costa ook meer aandacht. Een deel van zijn spel op het festival, als trio met Ernie Furtado (bas) en Al Beldini (drums) en als kwintet met de toevoeging van Rolf Kühn en Dick Johnson, werd later in 1957 uitgebracht als onderdeel van een Verve-album.

### 1958–1962
Costa's volgende opname als leider, dit keer exclusief op vibrafoon, was Guys and Dolls Like Vibes uit 1958, opgenomen gedurende drie sessies in januari met Bill Evans, Wendell Marshall en Motian. Dit album bevatte zes nummers van de show Guys and Dolls, die bij luisteraars bekend was van de musical- en filmversies die een paar jaar eerder waren geopend. Van 1958 tot 1959 was Costa met de band van Woody Herman aan en uit, ook als onderdeel van een sextet. Gedurende deze twee jaar bleef Costa veelvuldig opnemen, ook in orkesten onder leiding van Herman, Manny Albam (één album, A Gallery of Gershwin, inclusief een pianokwartet van Costa, de niet-verwante Johnny Costa, Hank Jones en Dick Marx), Michel Legrand en Ernie Wilkins. Costa's laatste opname als leider was het pianotrio-album The House of Blue Lights met Marshall en Motian in 1959. Daarna, hoewel hij bleef spelen in clubs zoals de Half Note op Hudson Street, concentreerde Costa zich vooral op studiowerk, zowel op piano als op vibrafoon voor andere leiders. Er was veel vraag naar hem voor opnamesessies vanwege de uitmuntendheid van zijn 'sight-reading' en het spelen op zijn beide instrumenten.
De hoeveelheid studiowerk zorgde voor een conflict tussen Costa's behoefte en verlangen om zijn gezin te onderhouden, soms bereikt door dag en nacht in studio's te werken en zijn geloof in het ontwikkelen van zijn jazztalenten, waarvoor hij meer in clubs had moeten spelen en met de mensen om moest gaan – agenten, clubeigenaren, artiesten en repertoiremannen, enzovoort – wiens doelen zelden overeenkwamen met die van creatieve muzikanten. Voorbeelden van Costa's studiowerk uit deze periode zijn een deel van Gigi Gryce's laatste opnamen als leider, optredens op het third stream-album Jazz Abstractions van Gunther Schuller, een reeks kleine groepsopnamen met saxofonist Coleman Hawkins en twee nummers van Shelly Manne's 2-3-4, met Costa op piano voor het ene nummer en vibrafoon op het andere, beide met alleen George Duvivier en Manne. Costa droeg ook bij aan de vibrafoon van Gryce's muziek voor de korte dansfilm On the Sound van Fred Baker. Een lange samenwerking met pianist en arrangeur Ralph Sharon betekende dat Costa de vibrafonist was in het Sharon-orkest op 9 juni 1962, toen het met Bennett speelde in de Carnegie Hall. Costa's laatste opnamesessie was op 12 juli 1962, als onderdeel van een band samengesteld door saxofonist Al Cohn, voornamelijk van de Benny Goodman-band die eerder dat jaar door de Sovjet-Unie had getoerd.

### Verder
Costa nam platen op met Bobby Jaspar, Mundell Lowe, Teo Macero, Herbie Mann, Hal McKusick, Oscar Pettiford, Joe Puma, Sal Salvador, Chuck Wayne en nam vier albums op onder zijn eigen naam. Hij werkte mee aan meerdere bigband-projecten van Gunther Schuller, Ernie Wilkins, Michel Legrand, Harry Edison en Buck Clayton.
Zijn samenwerking met Bill Evans zal in herinnering blijven bij de albums Guys And Dolls Like Vibes (1958) en zijn medewerking bij de opnamen van de arrangeur Johnny Carisi op het Gil Evans-album Into the Hot (1961).
In zijn achtjarige opnamecarrière verscheen Costa op meer dan 100 albums. Hij heeft nooit een soloalbum opgenomen.

## Overlijden
Op 28 juli 1962 laat in de nacht kwam Costa om het leven bij een auto-ongeluk, waarbij geen andere voertuigen betrokken waren, op de Westside Highway in New York op 72nd Street. Hij werd overleefd door zijn vrouw en vier kinderen. Dit verlies aan muziek werd jaren later samengevat in de albumnotities bij een van zijn opnamen. Hij werd 31 jaar. 

## Erkenning
Costa werd in 1957 gekozen als de nieuwe ster van DownBeat-jazzcritici op piano en vibrafoon; dit was de eerste keer dat een artiest in hetzelfde jaar twee categorieën had gewonnen. In 1962 werd hij uitgenodigd om te spelen op het eerste International Jazz Festival in Washington D.C. door de President's Music Committee van het People to People-programma. Een indicatie van de waardering die Costa door muzikanten had, is het kaliber van degenen die op 8 oktober 1962 optraden tijdens zijn herdenkingsconcert in The Village Gate: Charlie Byrd, Al Cohn, Art Farmer, Benny Golson, Jim Hall, Coleman Hawkins , Mundell Lowe, Zoot Sims en Clark Terry waren onder degenen die speelden. Het spel van de bands onder leiding van Hawkins en Terry werd opgenomen en uitgebracht als een lp. Hawkins speelde gewoonlijk niet bij benefietconcerten, maar zijn gevoelens voor Costa betekenden dat hij deed wat hij kon om het zeven uur durende evenement tot een succes te maken.

## Discografie

### Als leader
- 1958: Eddie Costa Quintet met Art Farmer, Phil Woods
- 1958: Guys And Dolls Likes Vibes (Coral/Verve) met Bill Evans, Wendell Marshall, Paul Motian
- 1956: Eddie Costa/Vinnie Burke Trio (Fresh Sound Records) met Nick Stabulas
- 1956: The Complete Trio Recordings (Lonehill Jazz) met Vinnie Burke, Wendell Marshall, Nick Stabulas, Paul Motian
- 1954-1957: Eddie Costa & Sal Salvador Quartet - The Complete Studio Recordings (Lonehill Jazz) met Eddie Bert, Frank Socolow, Bill Crow, Joe Morello, Jimmy Campbell

### Als sideman
- 1959-1961: Ornette Coleman: Beauty Is a Rare Thing (Rhino Records)
- 1961: Gil Evans: Into the Hot (Impulse! Records)
- 1956: Tal Farlow: First Set (Xanadu Records), Jazz Masters 41 (Verve Records/Finest Hour (Verve Records)
- 1960: Coleman Hawkins: The Hawk Swings (Fresh Sound Records)
- 1958: Michel Legrand: Legrand Jazz (Phillips)
- 1957: Hal McKusick: Triple Exposure (OJC Records)
- 1957: Herbie Mann: Yardbird Suite (Savoy Records)
- 1952-1957: Oscar Pettiford: Discoveries (Savoy Records)
- 1961-1962: Clark Terry: Mellow Moods (Prestige Records)
- 1956: Phil Woods: Young Woods (Fresh Sound Records)

- Bibliothèque nationale de France: cb13892771r (data)
- CiNii: DA16489023
- Gemeinsame Normdatei: 13479527X
- International Standard Name Identifier: 0000 0000 8154 2928
- Library of Congress Control Number: n94075118
- MusicBrainz: dec69a6d-ac24-4fa6-95ef-246e7aa47458
- Nationale Bibliotheek van Israël: 987007394614005171
- Istituto Centrale per il Catalogo Unico: MODV304463
- SNAC: w6kh3bjq
- Système universitaire de documentation: 160564697
- Virtual International Authority File: 74037148
- WorldCat: E39PBJcgxtq7wrD4VFQcWQryVC